# Finnvedsvallen
Finnvedsvallen – stadion położony w Värnamo w Szwecji. Jest areną zmagań klubu piłkarskiego IFK Värnamo. Finnvedsvallen może pomieścić 5000 widzów.